# James Davis
Pour les articles homonymes, voir James Davis (homonymie) et Davis.
James Davis (né le 19 mars 1976 à Champaign) est un athlète américain spécialiste du 400 mètres. 
Il remporte le titre du 400 m lors des Championnats des États-Unis en salle 2000 et établit à cette occasion la meilleure performance mondiale de l'année en 45 s 54. Il conserve son titre dès la saison suivante puis participe aux Championnats du monde en salle de Lisbonne où il est éliminé dès les demi-finales à la suite d'une blessure aux ischio-jambiers.
En 2003, l'équipe du relais 4 × 400 m des États-Unis composée James Davis, Jerome Young, Milton Campbell et Tyree Washington, remporte la médaille d'or des mondiaux en salle de Birmingham, mais est finalement disqualifiée à la suite des aveux de dopage de Jerome Young.
En début de saison 2008, James Davis s'adjuge le titre du relais 4 × 400 mètres des Championnats du monde en salle de Valence, en Espagne, aux côtés de Kelly Willie, Jamaal Torrance et Greg Nixon. L'équipe américaine, qui établit la meilleure performance mondiale de l'année en 3 min 06 s 79, devance finalement la Jamaïque et la République dominicaine.
James Davis a évolué par ailleurs lors de la saison 1995 au sein de l'équipe universitaire de football américain des Buffaloes.

## Palmarès
| Date | Compétition                    | Lieu    | Résultat | Discipline |
| ---- | ------------------------------ | ------- | -------- | ---------- |
| 2008 | Championnats du monde en salle | Valence | 1er      | 4 × 400 m  |

- Championnats des États-Unis en salle : vainqueur du 400 m en 2000 et 2001